# 北門神社

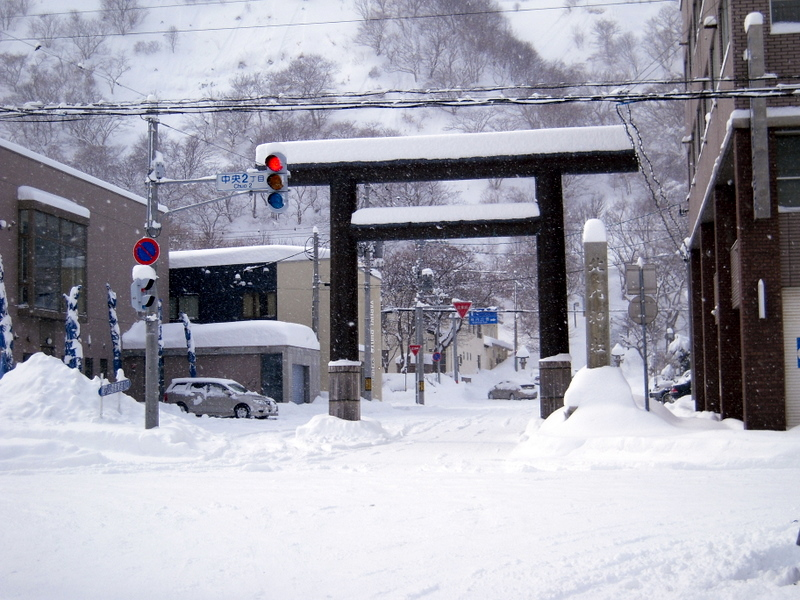
北門神社鳥居。2010年3月撮影。

北門神社（ほくもんじんじゃ）は、北海道稚内市にある神社。旧社格は郷社。

## 由緒
1785年（天明5年）、松前藩の場所請負人であった村山伝兵衛が、宗谷の地（北海道北見国宗谷郡）に北門鎮護の守護神として天照皇大神を奉り、宗谷大神宮という小社を建立した。1896年（明治29年）7月15日に、現在地に社殿を移築し、武甕槌神、事代主神を合祀して、北門神社へ名称を変更した。

## 歴史
- 1785年（天明5年） - 宗谷大神宮として創建。
- 1896年（明治29年）7月15日 - 北門神社へ名称を変更。
- 1902年（明治35年）11月19日 - 社殿竣工
- 1911年（明治44年）5月17日 - 稚内町の山火事のため建物全般を消失。
- 1913年（大正2年）7月30日 - 本殿拝殿再建落成。上遷座祭。
- 1916年（大正5年）3月24日 - 村社に列格。
- 1925年（大正14年）2月24日 - 社務所建物の寄進を受ける
- 1933年（昭和8年）9月30日 - 郷社に昇格する。
- 1978年（昭和53年）10月 - 社殿及び神輿殿竣工。遷座祭。
- 1979年（昭和54年）10月 - 社務所改築竣工。
- 1996年（平成8年）6月25日 - 授与所新築。

## 御祭神
- 天照皇大神（あまてらすすめおおかみ）
- 武甕槌神（たけみかづちのかみ）
- 事代主神（ことしろぬしのかみ）

## 祭事・年中行事
- 北門神社例大祭（7月5日）

## 交通
- JR宗谷本線稚内駅（徒歩15分）